# Semko
Svenska Elektriska Materielkontrollanstalten AB (Semko) var ett statligt ägt bolag och kontrollorgan som grundades 1925 av Svenska elverksföreningen, Brandförsäkringsbolagen och Elektriska prövningsanstalten. Semko provade elektrisk materiel och elektriska produkter främst för hem och hushåll samt utfärdade skriftliga provningsutlåtanden mot en provningsavgift till de producenter och importörer som sålde produkterna på svensk marknad. Verksamheten hade inledningsvis sitt huvudkontor på Tulegatan 9–11 i Stockholm.
Semko såldes av näringsdepartementet år 1994 till ett privat företag och organisationen heter numera Intertek Semko AB.

## Historia

### Uppkomst
Elektricitetens utbredning var i början av 1900-talet mycket snabb. Snart kom insikterna om att olämplig användning av elektricitet och olämpligt utförda elinstallationer kunde innebära brandfara, genom kortslutning eller liknande fel, och direkt livsfara vid beröring av spänningsförande delar. Kungl. maj:t utfärdade därför år 1902 en stadga för utförande av elektriska anläggningar och gav Kommerskollegium i uppdrag att utöva tillsyn av regelefterlevnaden.
De stora elanläggningarna var en sak. Men det dröjde inte länge förrän elektriciteten tog sig in i bostäderna. Ökad efterfrågan ledde till en vildvuxen flora av installationsmateriel och bruksföremål från en stor mängd olika utländska leverantörer. Varken allmänhet eller installatörer hade som regel tillräcklig sakkunskap för att tyda och kontrollera de ofta svårbegripliga tekniska bestämmelser som trots allt fanns. Elverk och statliga myndigheter hade inte resurser eller befogenheter för uppgiften. Leverantörerna var dessutom svåra att påverka och uppvisade inte alltid den ansvarskänsla som var önskvärd. Konkurrensen kom därför att handla mer om låga priser än om god kvalitet.
Situationen blev särskilt allvarlig under första världskriget, då brist på bland annat fotogenbränsle ledde till en forcerad elektrifiering, samtidigt som brist på fullgott material för den elektriska tillverkningen var nära nog katastrofalt stor. Det var under trycket av efterkrigstidens svårigheter som tankar på någon slags kontrollverksamhet började gro. Tankarna resulterade år 1925 i att Svenska elverksföreningen tillsammans med brandförsäkringsbolagen bildade aktiebolaget Svenska Elektriska Materielkontrollanstalten som efter en del förberedelser kunde börja sin provningsverksamhet år 1928.

### Verksamhet

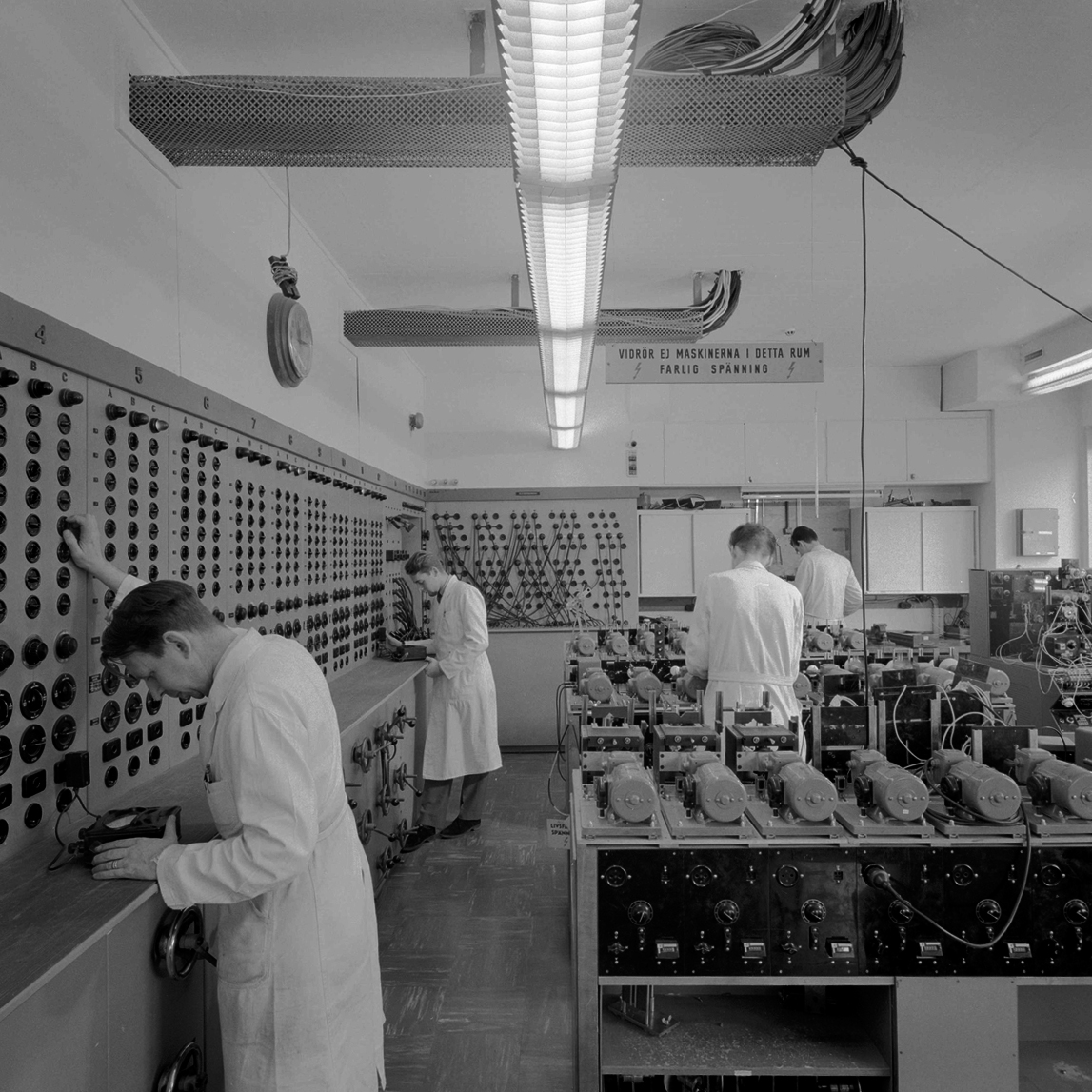
Semko, provningslaboratoriet, 1964.

Den första tiden med början år 1928 var kontroll av elektrisk installationsmateriel helt frivillig i Sverige. Från år 1935 fick anstalten på uppdrag av det Kungl. maj:t statlig auktorisation att utöva kontroll av viss elektrisk materiel, och att utarbeta provningsbestämmelser, med syfte att hålla svensk elsäkerhet på en nivå som tog hänsyn till ”liv och egendom”. Kommerskollegiums elektriska byrå utfärdade kungörelser om vad för slags materiel som skulle typgodkännas av anstalten för att få användas över huvudtaget.
När de första provningstvången infördes år 1935 blev den tillverkande industrin en intressent. Tillverkarna var direkt berörda av besluten och ville vara med och påverka dem. Därför gick Sveriges elektroindustriförening in som delägare medan Elektriska prövningsantalten avvecklade sitt delägarskap. Bolaget Svenska elektriska materielkontrollanstalten med 21 000 kr i aktiekapital fick enligt sin bolagsordning inte lämna någon vinstutdelning till ägarna. Kontrollanstaltens styrelse, vanligen kallad nämnden, bestod nu av tolv (tidigare elva) ledamöter. Av dessa utsåg Kungl. maj:t sex, däribland ordföranden, och ägarföreningarna vardera två. Nämnden kunde då tillse att förbrukarnas, den stora allmänhetens och andra berättigades intressen i erforderlig grad var representerade.
Den 8 mars 1946 inregistrerade Svenska Elektriska Materielkontrollanstalten namnet Semko hos Kungl Patent- och registreringsverket för att användas i publicerade trycksaker. Från detta datum användes förkortningen bland annat i provningsbestämmelserna.
I takt med att allt fler elapparater och annan elmateriel kom ut på den snabbt växande marknaden utökades omfattningen av både frivilliga och obligatoriska provningar. Efter andra världskriget var inflödet av undermåliga produkter återigen så stort att Kommerskollegium i en kungörelse år 1948 föreskrev utvidgat provningstvång av en mängd vanligt förekommande elmateriel uppdelade i sex punkter. Kungörelsen omfattade bland annat installationsmateriel, till exempel lamphållare, och vissa typer av belysningsarmaturer som var ”flyttbara” mellan eluttag.
Semko fordrade att utländska fabrikanter skulle ha en i Sverige bosatt agent eller annan person som gick i borgen för kontrollkostnaderna. De mindre företagen klagade över höga kontrollkostnader, och vissa klarade inte att uppfylla normerna alls, varpå det uppstod en debatt om utslagning och snedvriden konkurrens på marknaden som Statens pris- och kartellnämnd fick utreda.
År 1951 flyttade Semko med 47 anställda från Tulegatan 9–11 till Franzéngatan 5 i Stockholm. Senare kom Statens provningsanstalts föreskrifter för riksprovplats att gälla (SPFS 1978:12) där det bland annat fastställdes att riksprovplatserna skulle förvara och vårda handlingar rörande officiell provning i enlighet med Kungl. Maj:ts allmänna arkivstadga (1961:590). År 1977 flyttade provningslaboratoriet till St Göransgatan 159, Stockholm, som då blev officiell riksprovplats för elmateriel i Sverige.
År 1983 hade Semko blivit en organisation med 240 anställda och flyttade till större lokaler på Torshamnsgatan i Kista. Fastigheten kallades säkerhetshuset. Där utfördes inte bara säkerhetsprovning utan också bildskärmsmätning, ljusmätning, miljöprovning, radiostörningsmätning med mera. Samma år togs beslut om att förvara allt provningsmaterial för tiden 1928–1950 och därefter var femte årgång (1955, 1960 etc).
År 1987 kom kvalitetsledningssystemet ISO 9000 och i början av 1990-talet startade Semko en verksamhet inom ledningssystemcertifiering. Till en början arbetade Semkos revisorer som underleverantörer till SIS som på den tiden var Sveriges enda certifieringsorgan.
Under 1991–1992 levererades i två omgångar till Riksarkivet drygt 2 000 volymer provningsakter för tiden 1928–1980. Provningsakterna förvaras i Riksarkivets depå i Täby.
År 1993 bildades Elsäkerhetsverket efter regeringsbeslut om att samla elsäkerhetstillsynen inom Statens Elektriska Inspektion och dess dåvarande chefsmyndighet Nutek i en enda myndighet. Elsäkerhetsverket är sedan dess tillsynsmyndighet för den tekniska elsäkerheten i Sverige medan SEK Svensk Elstandard ansvarar för utveckling av normer och standarder på elområdet.

### Privatisering
År 1994 såldes Semko av dåvarande ägarna näringsdepartementet, Svenska elverksföreningen och Svenska brandskyddsföreningen. Aktievärdet på bolaget var 5 miljoner kr men departementet ansåg att marknadsvärdet var högre. Den stora konsumentpolitiska utredningen med Britt Mogård som ordförande visade att Sverige visserligen hade kommit långt när det gällde säkerhet i arbetslivet men att EG (europeiska gemenskapen) ibland hade kommit ännu längre när det gällde privatkonsumenters säkerhet. Semko var ett av de 34 statligt ägda bolag som ingick i en större politisk agenda för privatisering åren 1991–1994. Några av de andra bolagen var Assidomän, Cementa, Nordbanken, Pharmacia och SSAB.
Semkos köpare blev den globala ITS-gruppen (Inchcape Testing Services) som sedermera kom att bli Intertek år 1996. ITS hade laboratorier i bland annat England, Tyskland, Japan, Taiwan och Nordamerika. S-märkningsplikten började upphävas på många elartiklar redan den 1 januari 1990. Den typen av nationell obligatorisk märkning sågs som ett tekniskt handelshinder på den gemensamma EES-marknaden. Danmark användes som exempel på nation som redan hade en fungerande frivillig kontroll. År 1994 försvann provningstvånget helt. Istället skulle en all-europeisk CE-märkning gälla även i Sverige. Den 1 januari 1995 anslöt sig Sverige till EU:s samarbete.
År 1997 började certifiering av ledningssystem att utföras under egen ackreditering.
S-märkningen finns fortfarande kvar, som en opartisk provning och verifiering genom ett omfattande certifieringsprogram, men är återigen frivillig som den var från första början. S-märket är ett av flera tredjepartscertifieringsmärken för produkter som Intertek arbetar med. Det används som komplement till CE-märke på produkterna för att visa att opartisk provning har utförts.

### Nämnden
Styrelsen i Semko kallades för nämnden. År 1950 på ordinarie bolagsstämma den 3 maj valdes Sten Tennander till ordförande i Semko. De av Kommerskollegium utsedda ledamöterna var A G Charpentier, Gustaf Jonsson, G Kolmodin, J Meijling, M Möller och Axel Ritzler. Före Tennander var Yngve Holm Semkos ordförande.

### Internationellt samarbete
Det fanns ett framgångsrikt internationellt samarbete i Skandinavien och även på den europeiska kontinenten mellan nationella kontrollanstalter. En hög grad av enhetlighet i bestämmelser nåddes tidigt med början redan under 1920-talet. Samarbetet befästes och intensifierades genom internationella organisationen Installationsfragenkommission (IFK) som bildades år 1926 och som sedan ombildades till International Commission for the ruling and checking of Electrical Equipment (CEE). Numera heter organisationen IECEE (engelska: IECEE).
Som exempel på standard som fortfarande skiljer sig mellan länder kan nämnas driftspänningen i elsystemet där Nord- och Centralamerika använder 110 V och resten av världen använder 220–240 V. Driftspänningen i Sverige EU-anpassades från 220 V till 230 V år 1988.

## Provning
Semkos provning omfattade 
- dels typprov, för att kontrollera om den till provning inlämnade materielen uppfyllde provningsbestämmelserna,
- dels efterprov vilka tid efter annan utfördes som kontroll av att produkterna på marknaden överensstämde med typprovet.

Provningsresultaten granskades av ett provningsutskott på tre personer som var anstaltens direktör, i regel en ”elverksman” och en representant från den statliga tillsynsmyndigheten.
Provningsbestämmelserna utarbetades av särskilda normutskott vilkas ledamöter utsågs av nämnden (styrelsen) på ett sådant sätt att olika synpunkter och intressen beaktades. Innan nämnden godkände de av utskotten utarbetade bestämmelserna sändes de på remiss till Svenska elektriska kommissionen (SEK) som var det officiella organet för elektroteknisk standardisering i Sverige. Men även till andra som kunde väntas lämna sakliga bidrag av värde. När sedan nämnden godkänt bestämmelserna skickades de till Kommerskollegium för slutlig fastställan innan de började tillämpas på provningspliktig materiel av Semko.

### Normer

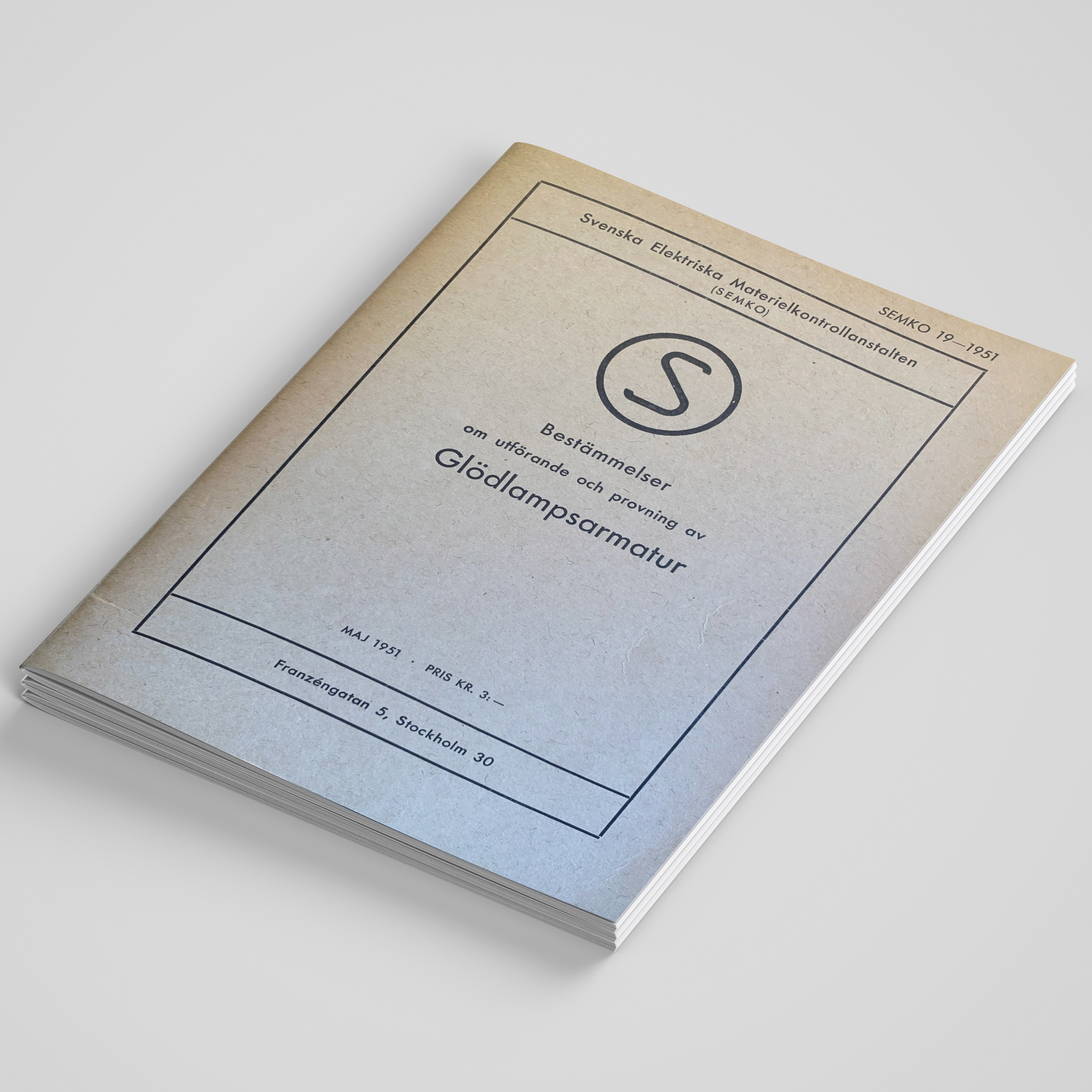
Exempel på Semkos normhäften, nr 19 om glödlampsarmatur, 1951.

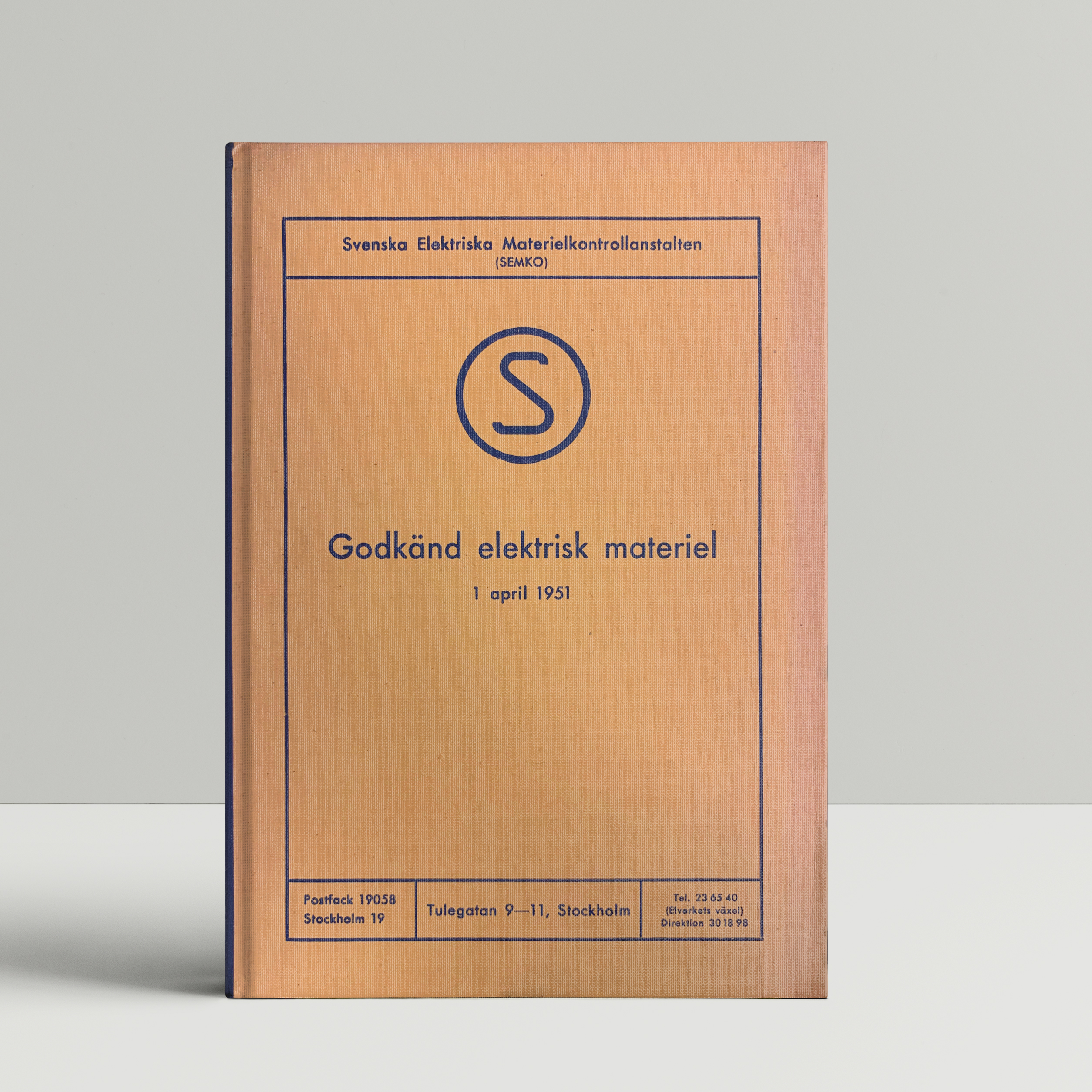
Om normerna uppfylldes blev företaget publicerat i årsboken för godkänd elektrisk materiel.

Semkos provningsbestämmelser gavs ut i numrerade normhäften. Dessa normhäften publicerades i takt med att nya elapparater utvecklades på marknaden. Listan över normhäften innehåller både elmateriel för frivillig provning och elmateriel med provningstvång. Successivt infördes provningstvång på allt fler produktkategorier. En av de tidigaste produktkategorierna som fick ett eget normhäfte var radioapparater. Anledningen var olycksrisken. Enligt statistiken uppstod i medeltal 250 bränder per år orsakade av radioapparater.
| Nr  | Produktkategori                      |
| --- | ------------------------------------ |
| 5   | Normala provmetoder                  |
| 6   | Radioapparater                       |
| 6A  | Förstärkare                          |
| 6B  | Separata ljudsändare                 |
| 6C  | Televisionsmottagare                 |
| 7   | Elektromekaniskt drivna bruksföremål |
| 8   | Gummiisolerade ledningar             |
| 9   | Dosströmställare                     |
| 10  | Strömställare för bruksföremål       |
| 11  | Installationsuttag och stickproppar  |
| 12  | Apparatproppar och pinnintag         |
| 13  | Apparatkombinationer                 |
| 14  | Värmeapparater                       |
| 15  | Säkringar t o m 60 A                 |
| 15A | Säkringar t o m 200 A                |
| 16  | Lamphållare                          |
| 17  | Kapslade uttag och stickproppar      |
| 18  | Kopplingsdosor och kopplingsklämmor  |
| 19  | Glödlampsarmatur                     |
| 20  | Elstängselapparater                  |
| 21  | Lysrörsarmatur med tillbehör         |
| 22  | Skyddstransformatorer                |
| 23  | Metallmantlade isolerrör (B-rör)     |
| 24  | Finsäkringar                         |
| 29  | Normer för radiostörningsskydd       |

Sen var det teveapparaternas tur. På 1960-talet blev det vanligare med teve än radio. År 1960 hade svenska försäkringsbolag registrerat 39 fall av bränder orsakade av damm och gnistbildning i teveapparater. Det fanns också en skräck för att teven kunde explodera. Eller implodera som ingenjörerna ofta påpekade var den korrekta termen.
På 1980-talet kontrollerades varje år totalt 13 000 varor av olika slag från tvättmaskiner till stickkontakter. Av dessa var cirka 3 000 varor inne för en första provning. Resten var nya modeller av redan provade varor.

#### Utvidgat provningstvång
Genom en kungörelse den 5 april 1948 föreskrev Kommerskollegium enligt ovanstående rutiner utvidgat provningstvång för följande grupper av installationsmateriel och belysningsarmaturer. Det utvidgade provningstvånget ansågs nödvändigt på grund av ett stort och okontrollerat inflöde av importerade varor som orsakade onödigt många olyckor och därför inte ansågs hålla tillräckligt hög kvalitet. Även den tillverkning som fanns inom landet ansågs i slutet av 1940-talet ha stora brister.
1. Strömställare för högst 10 A, 250 V.
2. Vägguttag, stickproppar, skarvproppar, kronuttag, kronproppar och apparatproppar för högst 10 A, 250 V.
3. Säkringar (innefattande socklar, passdelar, smältproppar och propphuvar) av Diazedtyp för högst 60 A, 500 V.
4. Lamphållare för glödlampor högst 250 V.
5. Handlampor.
6. Lampor med leder eller ställbara anordningar (t ex saxarmar, teleskoprör) av elektriskt ledande material, i vilka ledning är indragen eller fäst, samt i övrigt golvlampor, bordlampor och liknande lampor, avsedda för anslutning över sladd med stickpropp och utförda av elektriskt ledande material i sådana delar, som kunna omfattas med handen.

Kungörelsen trädde i kraft den 1 juli 1949 för materiel enligt punkterna 1–5 och den 1 juli 1950 för materiel enligt punkt 6. Detta var alltså första gången i svensk historia som elektriska lamphållare och elektrisk belysningsarmatur för glödlampor omfattades av en riktig normreglering med hänvisning till normhäftena i tabellen ovan. Före dess var provning av dessa produkter frivillig.

### Godkänningsmärke

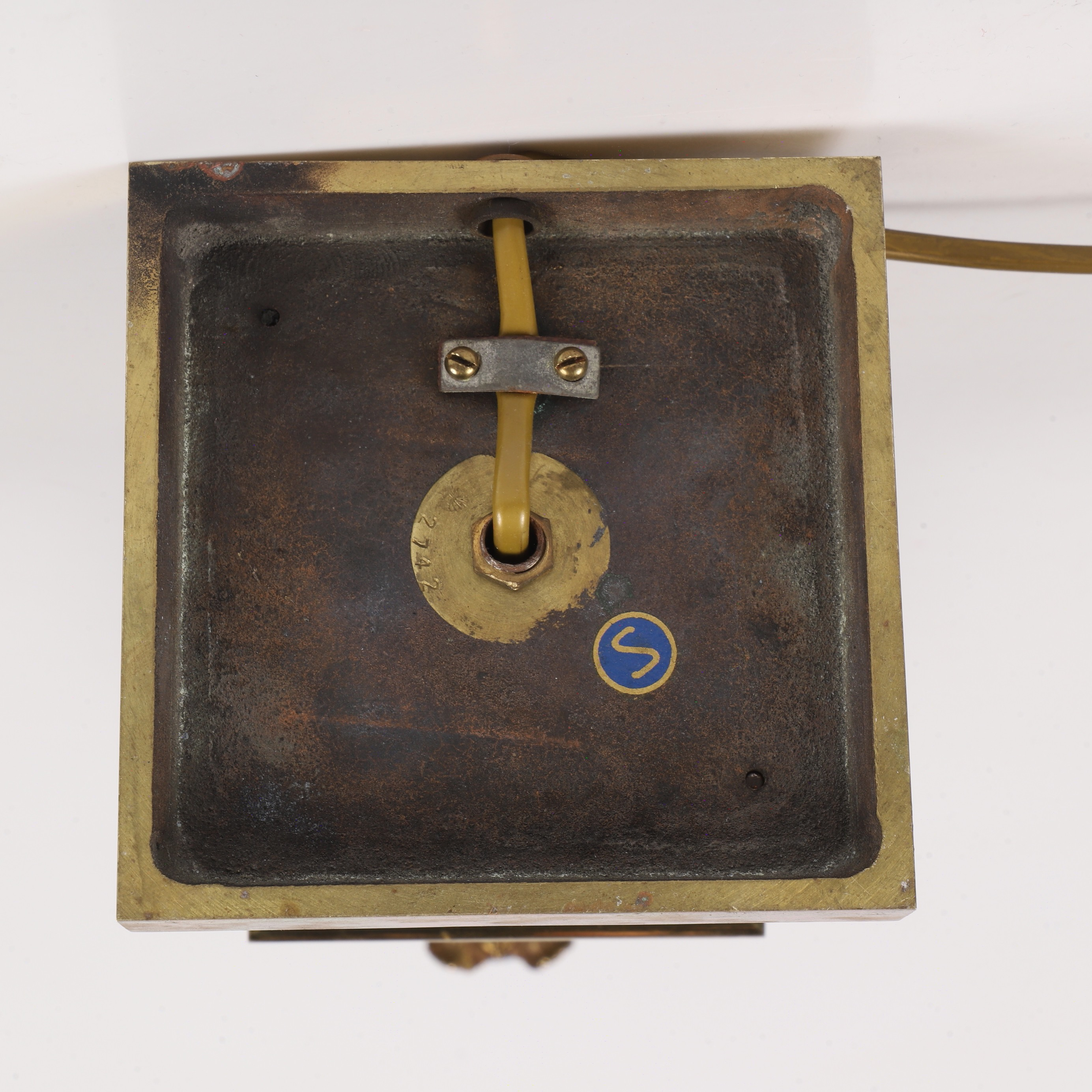
Exempel på äldre belysningsarmatur med överfallsklämma (dragavlastning) och godkänningsmärke.

Typgodkända produkter skulle förses med godkänningsmärke, S-märke, som också var ett kvitto på att provningsavgiften var betald. När det gällde apparater och belysningsarmatur skulle producenten för varje typgodkänd produkt rekvirera så kallade S-märkesdekalkomanier. Detta var ark med S-märken i rätt storlek och med rätt kulörer (blått och gult) i en beständig kvalitet som producenten ansvarade för att fästa synligt på produkten. När det gällde elinstallationsmateriel kunde godkänningsmärket präglas eller gjutas in i materialet på ett sätt som Semko godkände.
Även ursprungsmärkning och typbeteckning var obligatoriskt på S-märkta produkter. Det skulle framgå vem producenten eller importören var samt med vilket modellnummer eller beteckning produkten var katalogförd för att eventuellt kunna utkräva ansvar i händelse av olycka eller tillbud. För glödlampsarmatur skulle dessutom märkeffekt, den högsta tillåtna effekten (i enheten watt) på glödlampan, anges. Orsaken till detta var inte att begränsa ljusstyrka utan värmepåverkan. Glödlampor blev mycket varma och det medförde att ledningar inne i armaturen med tiden torkade och blev spröda med risk för beröringsolyckor som följd.

### Upphävning
Semko kunde upphäva lämnat godkännande
- om verkställda efterprov visade att handelsvaran inte överensstämde med den materiel som typprovats,
- om provningsbestämmelserna ändrats så att handelsvaran vid efterprov inte längre uppfyllde fordringarna eller
- om stadgade avgifter eller andra ersättningar till anstalten inte betalats inom föreskriven tid.

### Krisutförande
Ibland kan det i Semkos årsböcker över Godkänd elektrisk materiel vara tillagt ”krisutförande” i anslutning till vissa produkter. Detta förekom i samband med andra världskriget. Krisutförande hänvisar till att alternativa material använts i tillverkningen på grund av råvarubrist under och efter krigsåren. Med hänsyn till detta gjordes en tillfällig uppmjukning av Semkos fordringar. Till exempel kunde krisutförande betyda att karbamidpressmassa användes istället för det föreskrivna materialet fenolbakelit i tillverkning av isolationsdetaljer. Rostskyddat järn kunde tillåtas för strömförande detaljer istället för koppar i apparatdelar tack vare ett något lindrat kontaktuppvärmningsprov. Tunnare ledningar med lägsta tillåtna dimension 0,5 mm2 räknades också till krisutförande.
Även dispens kunde ges. Ett av de vanliga skälen till dispens var att producenten före införande av provningstvång hade lager av äldre produkter som inte godkändes fullt ut men som ändå inte utgjorde något stort säkerhetshot. Producenten fick då med hjälp av dispensen en begränsad tid på sig att sälja produkterna i lagret. Men provningsavgiften hos Semko var 40 procent dyrare med dispens än utan.

### Typfall
- Semko 17-don, den så kallade dödshandsken, var ett trefasigt kontaktdon som förbjöds efter ett antal årliga dödsfall direkt orsakade av konstruktionen, där jord och nolla går genom donens ytterhöljen. Siffran 17 hänvisar alltså till normhäftet med provningsbestämmelserna ovan.
- Semkos typgodkännande av flata stickproppar av metall upphävdes 1989-06-30 enligt beslut av Statens energiverk. Godkännandet för isolerade skarv- eller vägguttag av detta utförande upphävdes 1990-06-30.
- Slutligen upphävdes godkännandet för motsvarande stickproppar 1992-06-30. Upphävandet innebär att de inte får tillverkas, importeras, säljas eller ens ges bort mellan privatpersoner, även om befintliga installationer i gott skick är tillåtna.[källa behövs]